# Austrofestuca hookeriana
Austrofestuca hookeriana là một loài thực vật có hoa trong họ Hòa thảo. Loài này được (F.Muell.) S.W.L.Jacobs mô tả khoa học đầu tiên năm 1990.